# Porizon arthroleucus
Porizon arthroleucus är en stekelart som beskrevs av Costa 1886. Porizon arthroleucus ingår i släktet Porizon och familjen brokparasitsteklar. Inga underarter finns listade i Catalogue of Life.